# ОШ „Вук Караџић” Србобран
 ОШ „Вук Караџић” Србобран једна је од основних школа у општини Србобран. Налази се у улици Хајдук Вељка 5, у месту Србобран.

## Историјат
Основна школа “Вук Караџић” из Србобрана је најстарија и највећа основна школа у општини Србобран. Име носи по реформатору српског језика, сакупљачу народних умотворина и писцу првог речника српског језика, Вуку Караџићу. Основана је 1951. године, а наставу данас похађа око 480 ученика распоређених у 24 одељења. Страни језици који се уче у школи су енглески и немачки. У школи је организован продужени боравак за ученике првог и другог разреда.
ОШ " Вук Караџић" наставља традицију прве школе која је основана на овој територији још 1703. године. Изменама у нашем школском систему, она је постала Прва осмолетка (од 1950-1952), потом Прва осмогодишња школа (1952-1959), да би од 1959. године понела данашњи назив Основна школа „Вук Караџић”.  Школа је од оснивања радила у више објеката, који нису испуњавали физичке, хигијенске и савремене педагошке услове, да би 1991. године била изграђена модерна школска зграда на обали Великог бачког канала, у којој се настава одвија и данас. Новоизграђени савремени школски објекат са довољним бројем учионица, кабинета и пратећих просторија предат је на употребу 1992.године. Специфичност школе одвија се и у томе што се поред редовних одељења у њој образују и ученици са интелектуалним тешкоћама у посебним одељењима. 
Школа нема спортску халу, па се за потребе наставе физичког васпитања користи спортска хала која се налази у непосредној близини школе, као и отворени спортски терени у школском дворишту.